# Pedro Cunha
Pedro Miguel Santos da Cunha (Lisboa, 12 de agosto de 1980 — Lisboa, 28 de abril de 2014) foi um ator português que apareceu em várias telenovelas e séries de televisão em Portugal, Reino Unido e Espanha. 

## Carreira
Apareceu por primeira vez em televisão na série portuguesa Riscos (1997).
Estreou-se na televisão britânica em 2005, na 9.ª temporada da série Dream Team, onde interpretava o personagem "Héctor Briganza", um jogador profissional de futebol brasileiro.
Em Espanha, participou em séries como MIR, Génesis - en la mente del asesino, Soy el solitario e Círculo Rojo.
A nível de cinema, desempenhou o protagonista da longa metragem Assalto ao Santa Maria, do realizador Francisco Manso, e participou também na longa-metragem O Cônsul de Bordéus, do mesmo realizador.
Suicidou-se a 28 de abril de 2014, devido a uma depressão.

## Filmografia
- Riscos (Portugal)
- Olhos de Água (Portugal)
- Olá Pai!(Portugal)
- Dream Team (Reino Unido)
- MIR (Espanha)
- Génesis — en la mente del asesino (Espanha)
- Círculo Rojo (Espanha)
- Soy el solitario (Espanha)
- Assalto ao Santa Maria (protagonista) - (Portugal)
- O Cônsul de Bordéus (Portugal)
- Cidade Despida (Portugal)
- Arrayán (Espanha)
- Rosa Fogo (Portugal)
- Doida por Ti (Portugal)
- Sol de Inverno (Portugal) (1 episódio)